# Liebfrauenschule Mülhausen
Die Liebfrauenschule Mülhausen ist ein Gymnasium in privater Trägerschaft und eines der größten Gymnasien im Kreis Viersen in Nordrhein-Westfalen. Sie liegt in der Gemeinde Grefrath im Ortsteil Mülhausen.

## Geschichte
In einer 1888 von der Generaloberin der „Schwestern Unserer Lieben Frau“ gekauften Villa in Oedt begann mit 18 Schülerinnen zu Ostern der Unterricht als Höhere Mädchenschule. Zunächst war es eine Mädchen-Internatsschule, die schnell wuchs und Schülerinnen aus dem benachbarten Ausland anzog; Internatsprospekte wurden damals auch in französischer und englischer Sprache verschickt. Durch die steigende Schülerzahl entstanden im Laufe der Jahre zahlreiche Erweiterungsbauten. Ab 1908 wurden auch Jungen in der Unter- und Mittelstufe aufgenommen. Bis zum Jahr 1926 war die Schule zudem ein Lehrerinnenseminar. 1941 wurde die Schule vom Naziregime geschlossen; sie wurde zu einem Wehrmachtlazarett mit 800 Betten umfunktioniert. Im September 1945 wurde die Schule wieder eröffnet. Seit 1952 erhielt die Liebfrauenschule als anerkannte Privatschule staatliche Zuschüsse und konnte Laienlehrkräfte fest einstellen. 1981 entstand ein dreigeschossiger Erweiterungsbau mit naturwissenschaftlichen Räumen und einem Pädagogischen Zentrum, 1985 neue Sportanlagen und 2009 eine neue Doppelsporthalle.

## Schwerpunkt religiöse und soziale Erziehung
Die Schule will vor dem Hintergrund eines auf dem christlichen Menschenbild basierenden Wertekonsens aller Beteiligten (Schulträger, Schüler, Lehrer und Eltern) ein Ort ganzheitlicher Erziehung sein. Sie fördert soziales Engagement und religiöses Leben in vielfältigen Formen. Im Schulunterricht und auch bei außerunterrichtlichen Aktivitäten sollen individuelle Begabungen und Interessen gefördert werden. So findet in der Jahrgangsstufe 10 ein Sozialpraktikum statt, werden Frauen- und Schulprojekte in Brasilien unterstützt und gibt es eine Eine-Welt-Gruppe sowie einen Eine-Welt-Laden in der Schule. Morgengebet, Besinnungstage und selbst gestaltete Gottesdienste sind Bestandteile des Schulalltags. Die Schüler müssen während ihrer gesamten Schulzeit das Fach Religion belegen.

## Die Schule heute

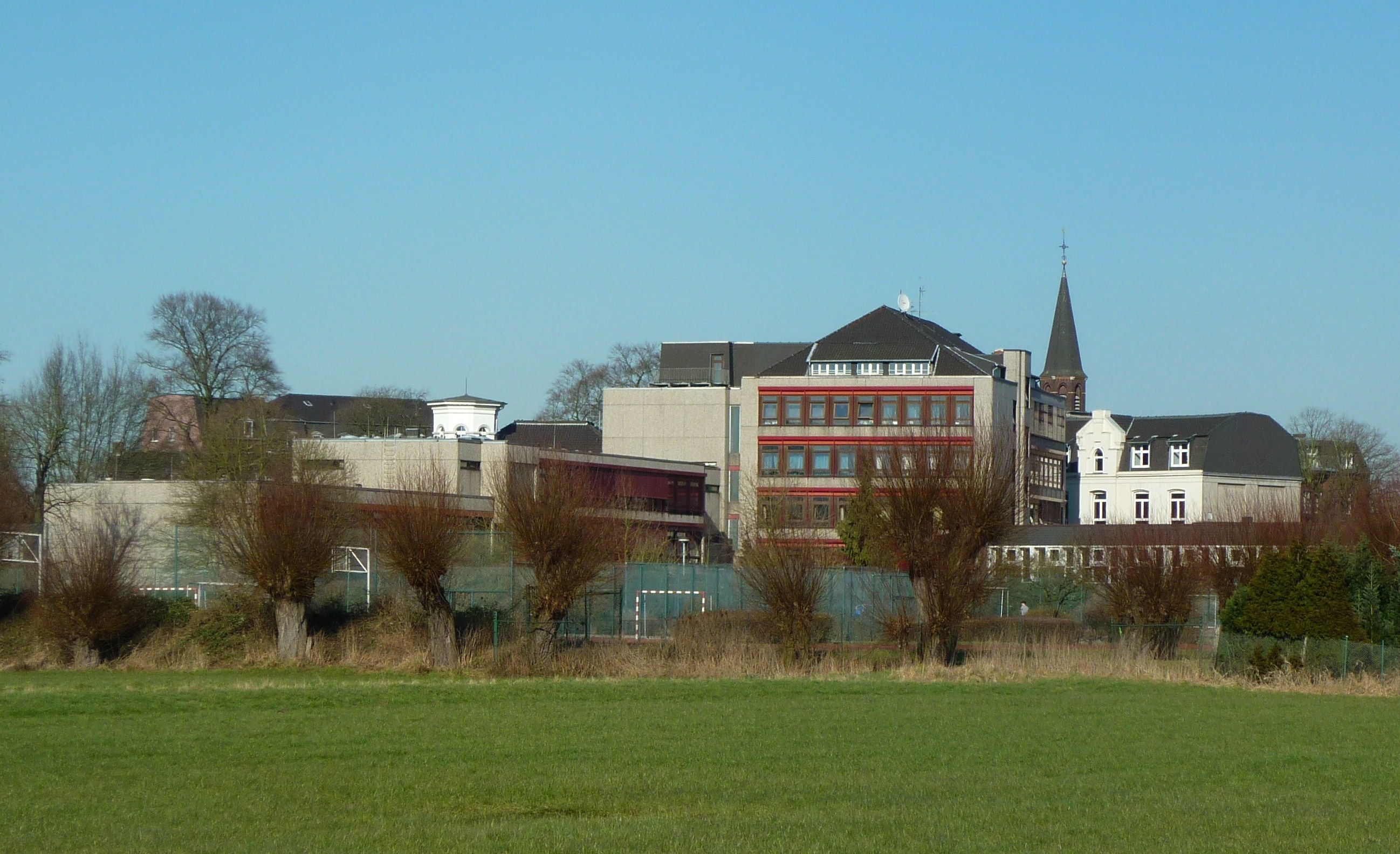
Liebfrauenschule von Westen

Seit dem Schuljahrsbeginn 2007 erhalten die Jahrgangsstufen 5, 6, 7, 8 und 9 an bestimmten Tagen in der Woche Ganztagsunterricht. Außer den Sprachen Englisch, Latein bzw. Französisch als Pflichtfächer werden Spanisch, Italienisch, Russisch sowie Chinesisch angeboten. Arbeitsgemeinschaften gibt in unter anderem für die Bereiche Eisschnelllauf, Fußball, ZeitungsZeit, Fechten, Forschen und Entdecken, Schwimmen (Triathlon) und Theater. Die Schüler geben die Zeitschrift Mül(l)tonne heraus. Auslandsaufenthalte werden gefördert; so nimmt die Schule unter anderem am Stipendiatsverfahren des Deutschen Bundestages für den einjährigen USA-Aufenthalt teil. Mit Schulen in Frankreich, Russland, Sizilien und England bestehen Schulpartnerschaften. Regelmäßig bereichern externe namhafte Experten aus Politik, Wirtschaft, Medien und Sport den Unterricht um praktische und ökonomisch-politische Fragestellungen und Fallstudien. Seit 2006 besteht eine Kooperation mit dem Fußballverein FC St. Hubert (UNICEF Kicker). 2011 sangen die Spielerinnen gemeinsam den WM-Teamsong 2011, u. a. im Rahmen großer Events in Düsseldorf und Mönchengladbach. Die Liebfrauenschule Mülhausen ist seit September 2013 eine von 12 offiziellen DFB-Ausbildungsschulen in Nordrhein-Westfalen für das Lizenz-Ausbildungssystem Junior Coach.
Seit 2007 bestehen in der Jahrgangsstufe 7 zwei Sonderklassen, in denen die Schüler intensiv und entsprechend ihren individuellen Fähigkeiten gefördert werden, eine naturwissenschaftliche und eine bilinguale Fachprofilklasse. In dem nach Art eines Tutorenkonzepts beruhenden Projekt „Schüler helfen Schülern“ werden gezielt Defizite aufgearbeitet. Das Projekt „Lions-Quest“ für die Klassen 5 bis 10 gibt Hilfen beim Erwachsenwerden und das Projekt „Begabtenförderung“ ermöglicht zum Beispiel, eine Jahrgangsstufe zu überspringen oder am Unterricht anderer Klassen teilzunehmen. In Zusammenarbeit mit der Kreismusikschule Viersen wurde eine „Bläserklasse“ eingerichtet, die jedem Kind die Möglichkeit bietet, ein Blasinstrument zu lernen.
Anlässlich des 125. Bestehens der Schule fuhr die gesamte Schulgemeinschaft mit fast 1300 Teilnehmern nach Rom und wurde am 16. Oktober 2013 bei der Generalaudienz auf dem Petersplatz vom Papst Franziskus besonders begrüßt.

## Förderverein und PRO SCHOLA
Ein seit 1972 bestehender Förderverein hat durch Mitgliedsbeiträge, Cafeteria und vielfältige Aktionen einen Jahresetat von ungefähr 22.000 € und finanziert damit besondere Anschaffungen (z. B. Software) und die Nachmittagsbetreuung; auch organisiert sie unter anderem Autorenlesungen. PRO SCHOLA wurde 1999 von einer Gruppe von Eltern, Lehrern und Vertreterinnen der Ordensgemeinschaft gegründet und ist ein Verein zum Erhalt der freien Trägerschaft der Liebfrauenschule. Die Ordensgemeinschaft kann trotz der Zuschüsse des Bistums Aachen und der Gemeinde Grefrath den gesetzlich vorgeschriebenen Eigenanteil von 6 % des Gesamtetats nicht ohne zusätzliche finanzielle Hilfe aufbringen. Der Verein hat zurzeit etwa 800 zahlende Mitglieder. Zusätzlich gibt es eine Stiftung für Großspenden; aus den Zinserträgen ihres Vermögens soll langfristig die Finanzierung der freien Trägerschaft gesichert werden.

## Bekannte ehemalige Schüler
- Helge Breloer (1937–2011), Sachverständige und Wertermittlungsexpertin für Bäume und Sträucher, Juristin und Sachbuchautorin
- Marie-Theres Wacker (* 1952, geb. Hüther), römisch-katholische Theologin
- Ulrike Nienhaus (* 1955), CDU-Politikerin, seit 2015 Bürgermeisterin von Kaarst
- Barbara Völzmann-Stickelbrock (* 1965), Rechtswissenschaftlerin
- Gregor Jansen (* 1965), Kunsthistoriker
- Marith Müller-Prießen (* 1990), Fußballerin, U20-Weltmeisterin 2010, ehem. Spielführerin des Schulteams
- Antje Schomaker (* 1992), Musikerin und Songwriterin im deutschsprachigen Indie-Pop